# Stara Kršlja
Stara Kršlja is een plaats in de gemeente Rakovica in de Kroatische provincie Karlovac. De plaats telt 3 inwoners (2001).